# Наум Гьондов
Наум Георгиев Гьондов е български, фабрикант, сладкар.

## Биография
Гьондов е роден в 1884 година в семейството на сладкаря от Крушево Георги Гьондов. В 1913 година, след смъртта на баща си, наследява сладкарския му бизнес. Наум Гьондов построява от 1914 до 1926 година нова, по-модерна фабрика с 40 – 50 души персонал на улица „Алабин“.
Участва като делегат от Крушевското благотворително братство в обединителния конгрес на Македонската федеративна организация и Съюза на македонските емигрантски организации от януари 1923 година. Наум Гьондов е избран за член на Националния комитет на Съюза на македонските емигрантски организации след Деветоюнския преврат в 1923 година.